# Mamuśki
Mamuśki – polski serial komediowy w reżyserii Andrzeja Kostenki i Adka Drabińskiego, emitowany w 2007 roku przez telewizję Polsat.

## Obsada
| Aktor                | Rola                                     |
| -------------------- | ---------------------------------------- |
| Stanisława Celińska  | Halina Czajka                            |
| Tomasz Karolak       | Rysiek Czajka                            |
| Krzysztof Stelmaszyk | Tadeusz Sroka                            |
| Ewa Wencel           | Aleksandra Sroka                         |
| Katarzyna Ankudowicz | Patrycja Sroka-Czajka                    |
| Michał Rolnicki      | Mirek Czajka-Sroka                       |
| Zbigniew Buczkowski  | Marian Czajka                            |
| Grzegorz Wons        | Zbyszek                                  |
| Piotr Skarga         | Zygmunt Kania                            |
| Daria Widawska       | Zyta                                     |
| Elżbieta Jarosik     | Czerwińska                               |
| Anna Borowiec        | Wasilewska                               |
| Iwona Rulewicz       | kobieta, która sięga po rady do Magia TV |

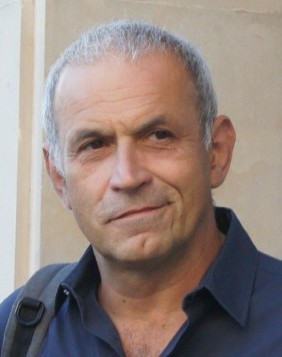
Krzysztof Stelmaszyk jako Tadeusz Sroka
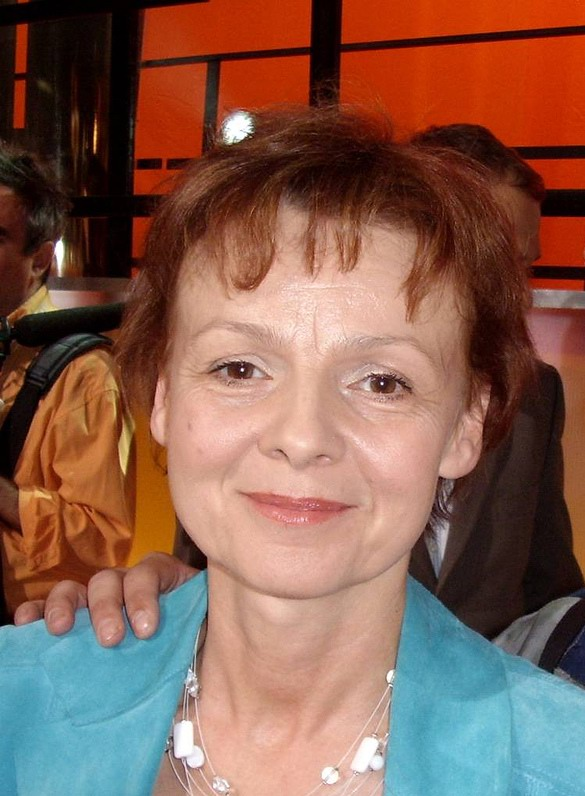
Ewa Wencel jako Aleksandra Sroka
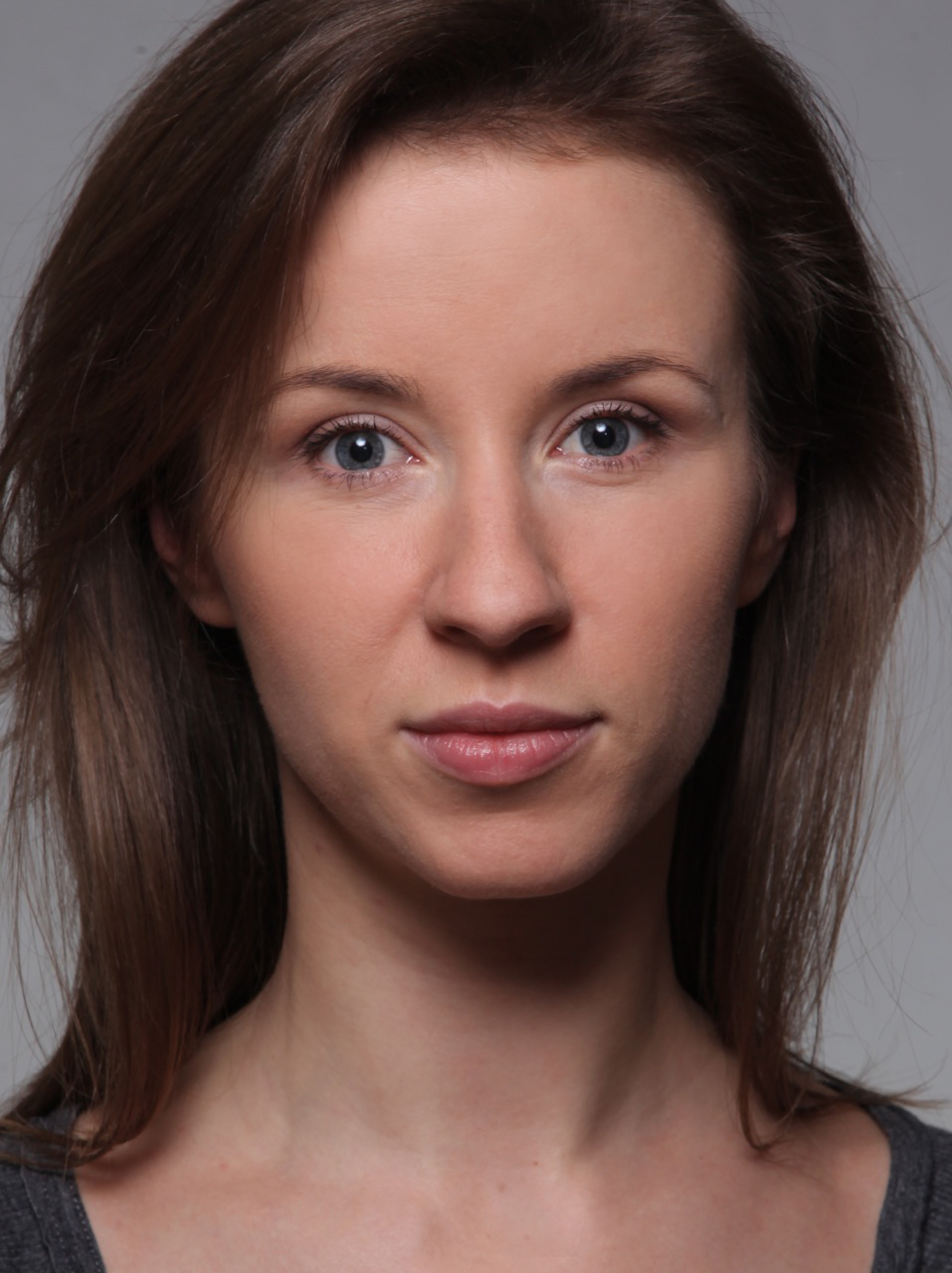
Katarzyna Ankudowicz jako Patrycja Sroka
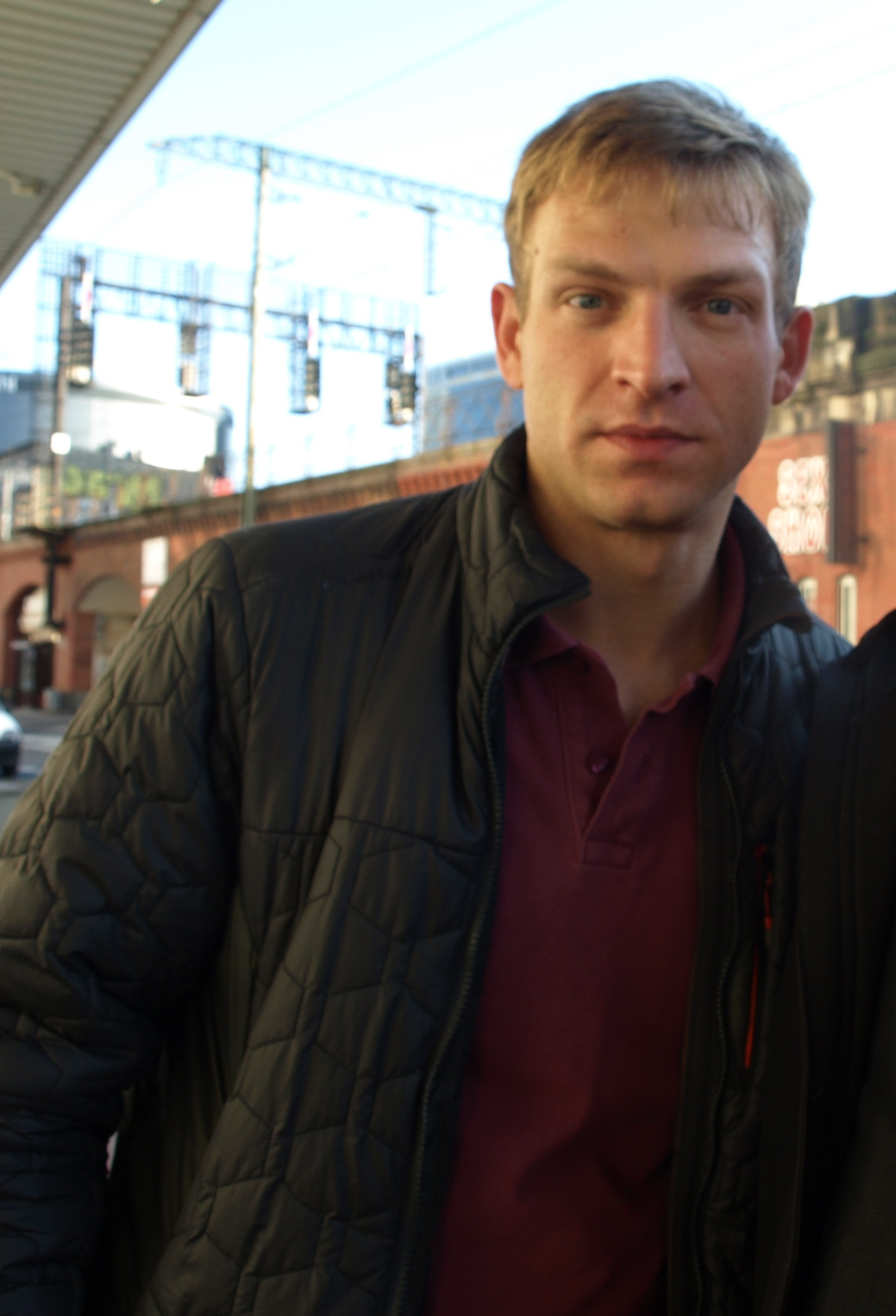
Michał Rolnicki jako Mirosław Czajka
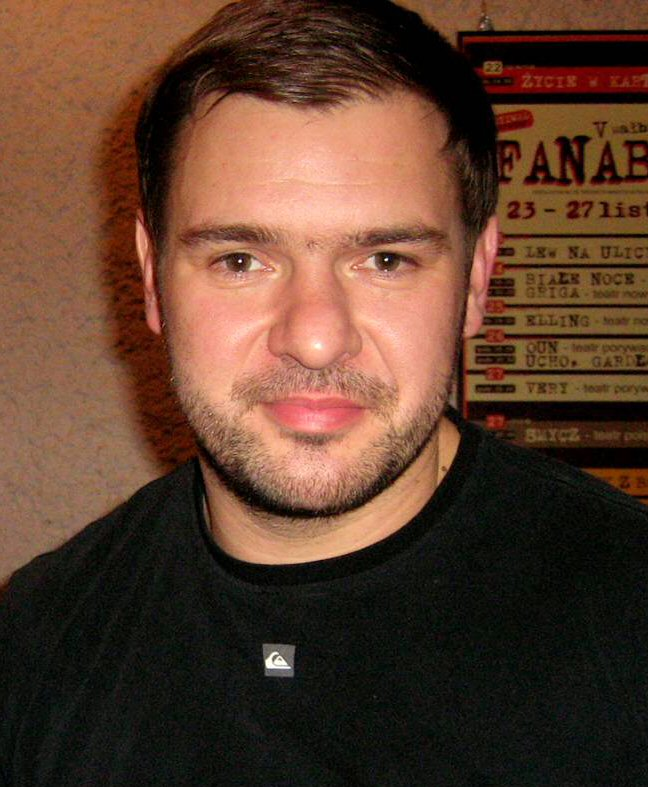
Tomasz Karolak jako Ryszard Czajka
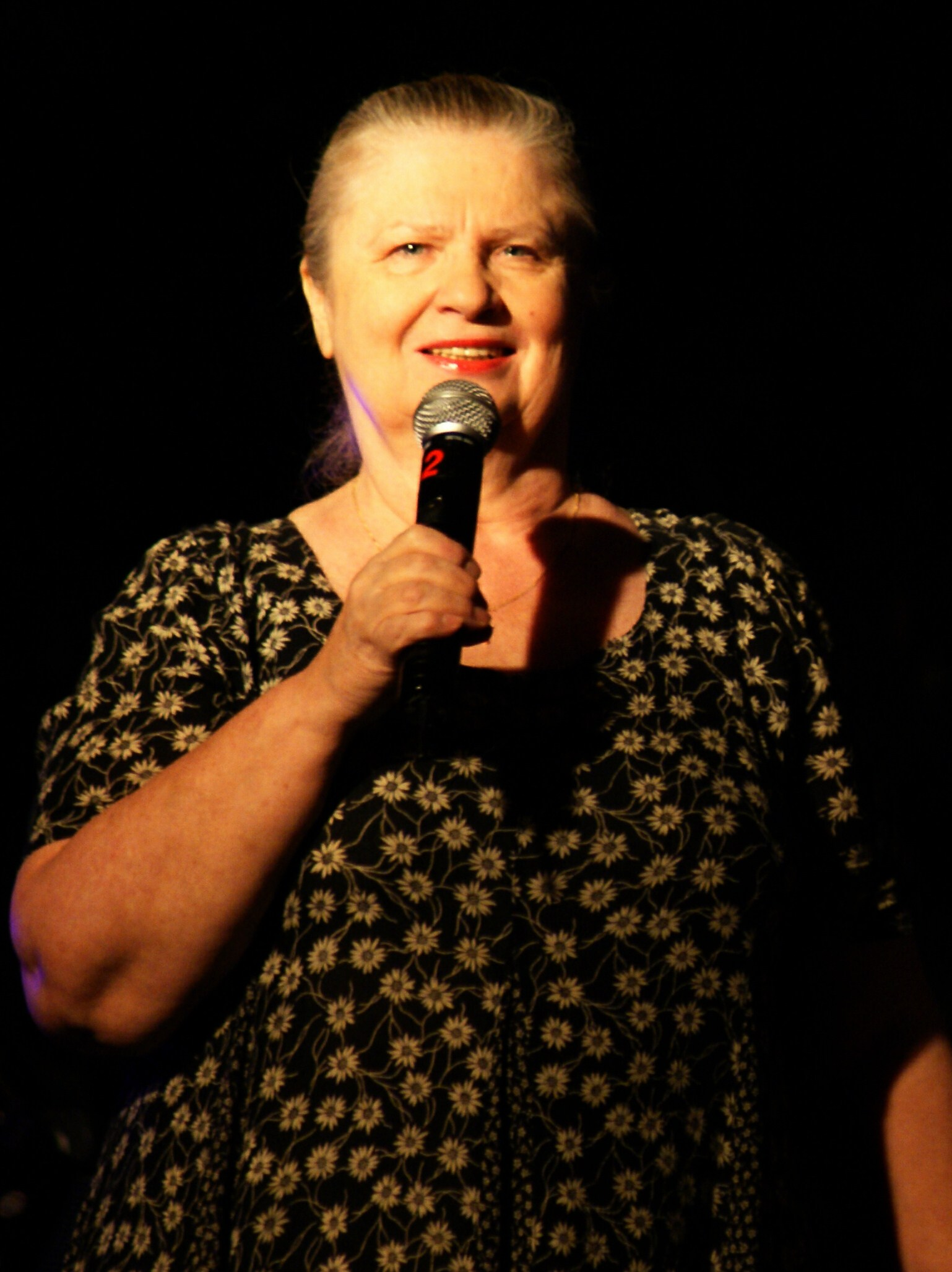
Stanisława Celińska jako Halina Czajka
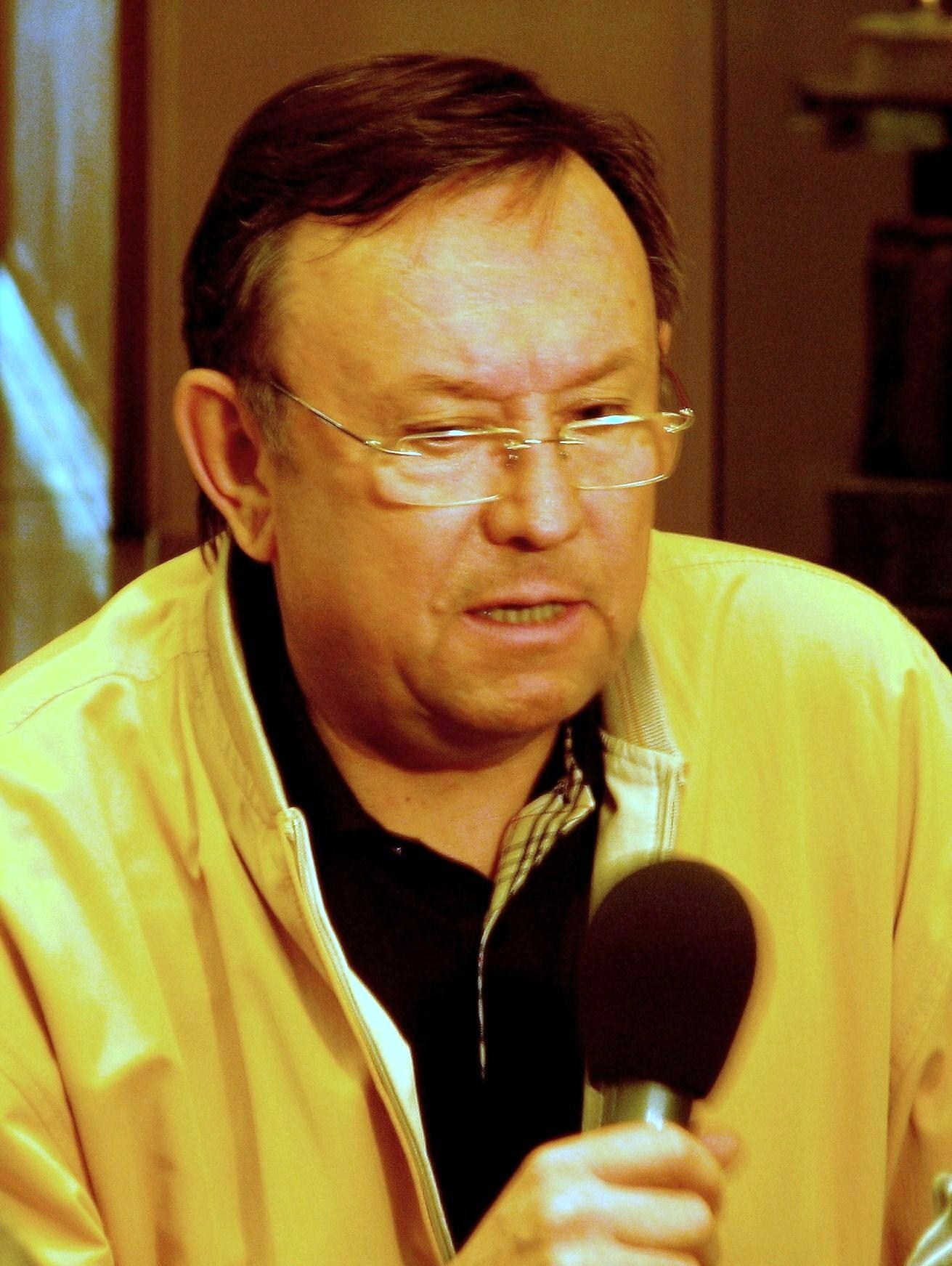
Zbigniew Buczkowski jako Marian Czajka
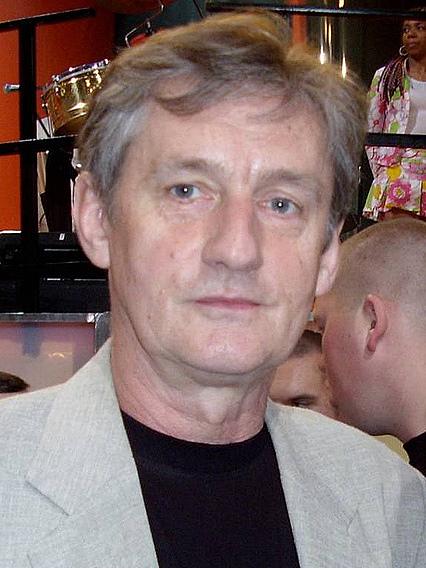
Grzegorz Wons jako Zbyszek
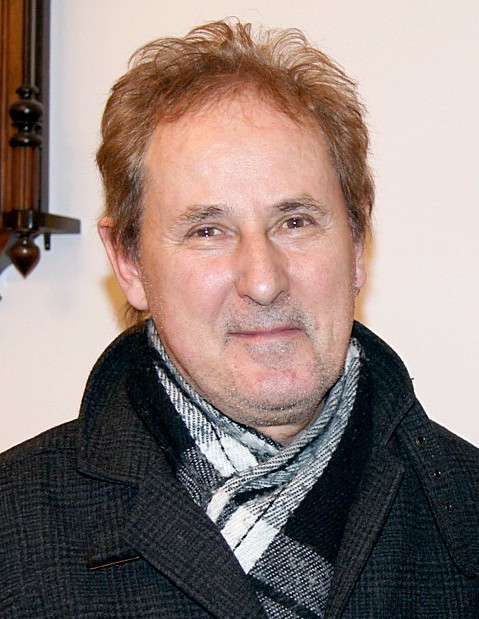
Piotr Skarga jako Zygmunt Kania
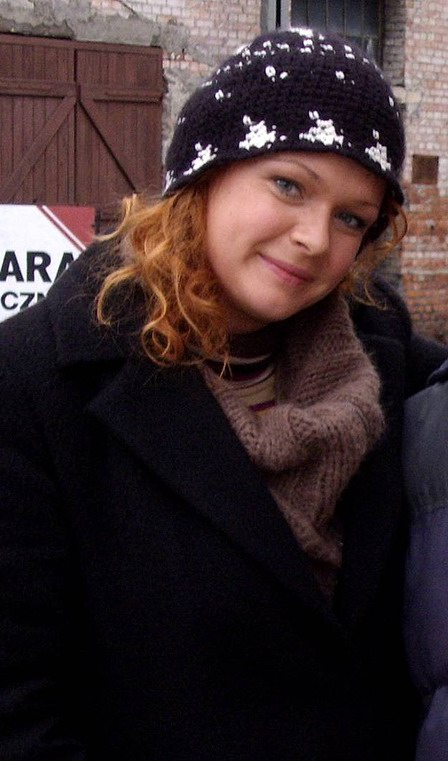
Daria Widawska jako Zyta
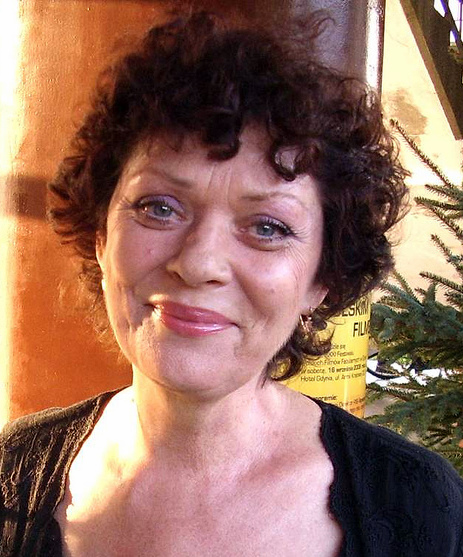
Elżbieta Jarosik jako Czerwińska
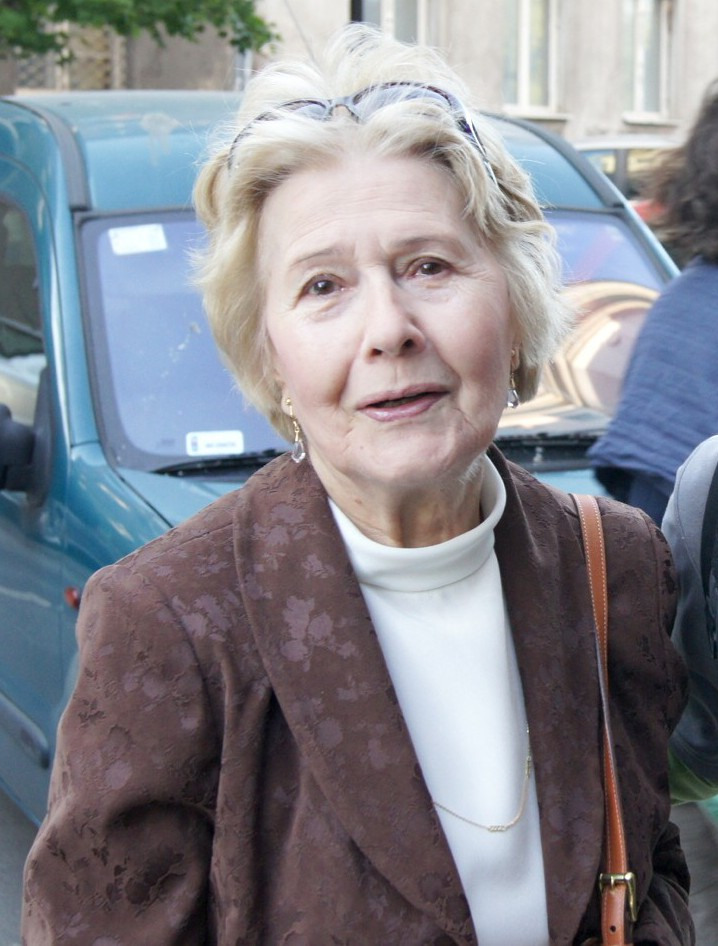
Anna Borowiec jako Wasilewska

Oraz:
- Violetta Arlak – Malinowska (odc. 1)
- Agnieszka Michalska – Zielińska (odc. 1)
- Adam Dzienis – Zieliński (odc. 1)
- Przemysław Stippa – Andrzej (odc. 2)
- Wojciech Skibiński – urzędnik USC (odc. 4, 6)
- Marcin Stec – Janusz (odc. 6)
- Barbara Babilińska – teściowa Janusza (odc. 6)
- Michał Jarmicki – teść Janusza (odc. 6)
- Adam Krawczuk – Biernacki (odc. 6, 8, 26)
- Maciej Wierzbicki – Kupidura (odc. 13, 17)
- Roman Bugaj – Paproch, właściciel siłowni (odc. 13)
- Bożena Mrowińska – Barbara (odc. 15)
- Magdalena Celówna-Janikowska – Maria Raniewska (odc. 15)
- Cezary Szczygielski – Bogusław Raniewski (odc. 15)
- Henryk Gołębiewski – Żebrowski (odc. 15, 23)
- Tomasz Kubiatowicz – Lipiński (odc. 16)
- Marek Włodarczyk – Jasiński (odc. 18)
- Małgorzata Lipmann – żona Jasińskiego (odc. 18)
- Elżbieta Kijowska – teściowa Jasińskiego (odc. 18)
- Anna Gzyra – Jowita Malasińska (odc. 19)
- Maria Gładkowska – Elżbieta Malasińska (odc. 19)
- Mariusz Zaniewski – Sołtysik (odc. 24)
- Milena Lisiecka – żona klienta (odc. 25)
- Marta Kuśmirek – Kolska (odc. 26)
- Marek Bocianiak – Kolski (odc. 26)
- Magdalena Gnatowska – Lidka (odc. 28)
- Paweł Nowisz – gospodarz (odc. 28)
- Jacek Kopczyński – Ksiądz Stach (odc. 28, 29)

## Spis serii i lista odcinków
| Spis serii | Spis serii       | Spis serii       | Spis serii      | Spis serii      | Spis serii           | Spis serii           | Spis serii          |
| Seria | Sezon            | Odcinki          | Premiera serii  | Finał serii     | Pora emisji          | Stacja telewizyjna   | Średnia oglądalność |
| --- | ---------------- | ---------------- | --------------- | --------------- | -------------------- | -------------------- | ------------------- |
| 1 | wiosna 2007      | 1–16 (16)        | 1 marca 2007    | 14 czerwca 2007 | czwartek 22:00       | Polsat               | 2 144 879           |
| 2 | jesień 2007      | 17–30 (14)       | 1 września 2007 | 1 grudnia 2007  | sobota 19:30         | Polsat               | 1 961 718           |
| Seria 1 |                  |                  |                 |                 |                      |                      |                     |
| Nr odcinka | Reżyseria        | Reżyseria        | Scenariusz      | Scenariusz      | Premiera             | Premiera             | Oglądalność         |
| 1 (1) | Andrzej Kostenko | Andrzej Kostenko | Jarosław Sokół  | Jarosław Sokół  | 1 marca 2007         | 1 marca 2007         | 3 105 285           |
| Perypetie młodych ludzi, którzy chcą się pobrać. Patrycja i Mirek mieszkają w Warszawie. Postanowili wziąć ślub na przekór swoim rodzinom. Mirek jest monterem telewizji satelitarnej, a Patrycja pracuje w znanej agencji reklamowej. Różnica w wykształceniu dla nich nie jest żadną przeszkodą. Stanowi natomiast problem dla ich rodzin. Ślub Patrycji i Mirka jest dla rodziców Patrycji: ojca Tadeusza, przedsiębiorcy i matki Aleksandry, znanej wróżbitki, wielkim ciosem, a dla matki Mirka Haliny i jego brata Ryśka, właścicieli sklepiku z damską bielizną, jeszcze większym. |                  |                  |                 |                 |                      |                      |                     |
| 2 (2) | Andrzej Kostenko | Andrzej Kostenko | Jarosław Sokół  | Jarosław Sokół  | 8 marca 2007         | 8 marca 2007         | 2 347 135           |
| Przyszli teściowie aranżują spotkania przy herbatce z wybrankami ich dzieci. Niewinne herbatki przeradzają się w bezwzględne przesłuchania kandydatów. Halina, matka Mirka, każe przyprowadzić Ryśkowi narzeczoną, aby upokorzyć Patrycję. Rodzice Patrycji zapraszają ex-narzeczonego Patrycji, z którym są w bardzo dobrych kontaktach. W obu domach za wszelką cenę rodzice chcą skompromitować wybranka swojego dziecka. Operacja się udaje, ale małżeństwa Patrycji i Mirka i tak nie zdołają powstrzymać. |                  |                  |                 |                 |                      |                      |                     |
| 3 (3) | Andrzej Kostenko | Andrzej Kostenko | Jarosław Sokół  | Jarosław Sokół  | 15 marca 2007        | 15 marca 2007        | 2 141 481           |
| Patrycja i Mirek postanawiają poznać swoich rodziców ze sobą. Wizyty i rewizyty w domach Patrycji i Mirka nie przynoszą zbliżenia stosunków. Podczas obiadu w domu Mirka, Tadeusz łamie sobie ząb i zostaje okradziony ich samochód. Halina Czajka podczas wizyty u Sroków zostaje zaproszona do gabinetu Aleksandry. Dopiero gdy Tadeuszowi grozi utrata prawa jazdy, z pomocą nadciągają im Mirek, jego matka i Rysiek. |                  |                  |                 |                 |                      |                      |                     |
| 4 (4) | Andrzej Kostenko | Andrzej Kostenko | Jarosław Sokół  | Jarosław Sokół  | 22 marca 2007        | 22 marca 2007        | 2 275 930           |
| Sprawa zmiany nazwiska przez Patrycję po ślubie staje się kolejnym zarzewiem konfliktu między dwiema rodzinami. Testowane są wszystkie możliwości: żona przyjmuje nazwisko męża, mąż przyjmuje nazwisko żony, żona przyjmuje oba nazwiska. Żadna nie wydaje się satysfakcjonująca. W końcu Mirek i Patrycja dochodzą do kompromisowego i nowatorskiego rozwiązania sporu. |                  |                  |                 |                 |                      |                      |                     |
| 5 (5) | Andrzej Kostenko | Andrzej Kostenko | Jarosław Sokół  | Jarosław Sokół  | 29 marca 2007        | 29 marca 2007        | 2 098 652           |
| Przyszli małżonkowie zastanawiają się nad wyborem świadków. Rysiek czuje się urażony, że Mirek nie wybrał jego, tylko swojego kolegę z pracy, Kanię. Również rodzice Patrycji nie są zadowoleni z wyboru córki. Dziewczyna poprosiła bowiem na świadka swoją koleżankę Zytę. Sytuacja komplikuje się, gdy wychodzi na jaw, że między Kanią a Zytą iskrzy. Mirek i Patrycja muszą szukać nowych świadków. |                  |                  |                 |                 |                      |                      |                     |
| 6 (6) | Andrzej Kostenko | Andrzej Kostenko | Jarosław Sokół  | Jarosław Sokół  | 5 kwietnia 2007      | 5 kwietnia 2007      | 2 215 248           |
| Tuż przed ślubem rodzice Patrycji dochodzą do wniosku, że koniecznie trzeba przeprowadzić próbę generalną całej ceremonii, by uniknąć wszelkich niespodzianek. Pomysł okazuje się trafiony, ponieważ wychodzi na jaw, że Mirek miał zamiar założyć do ślubu garnitur, w którym zdawał maturę. Teściowie kupują mu nowy garnitur, nie szczędząc mu przy tym wielu upokorzeń. |                  |                  |                 |                 |                      |                      |                     |
| 7 (7) | Andrzej Kostenko | Andrzej Kostenko | Jarosław Sokół  | Jarosław Sokół  | 12 kwietnia 2007     | 12 kwietnia 2007     | 2 211 433           |
| Mirek postanawia zawiadomić o ślubie ojca, z którym nie miał kontaktu od dziecka. Z pomocą swojej teściowej-wróżbitki, Aleksandry, udaje mu się zlokalizować ojca, który prowadzi beztroskie życie w Mińsku Mazowieckim i jest bardzo chętny przy pomocy organizacji wesela, młodszego syna. Jako jedyny z teściów akceptuje związek Patrycji i Mirka. Halina znajduje jego obecną narzeczoną, która jest z nim w zaawansowanej ciąży. I narzeczona razem z ojcem przyjeżdża po Mariana. |                  |                  |                 |                 |                      |                      |                     |
| 8 (8) | Andrzej Kostenko | Andrzej Kostenko | Jarosław Sokół  | Jarosław Sokół  | 19 kwietnia 2007     | 19 kwietnia 2007     | 2 098 833           |
| W dzień ślubu dochodzi do poważnego starcia między przyszłymi teściami. Rodzice Patrycji chcą cichego kulturalnego obiadu ślubnego, a Halina hucznego wesela z kapelą i konkursami. W rezultacie obie strony odmawiają udziału w weselu, pozostawiając młodych samych. Na szczęście ciekawość i uczucia rodzicielskie biorą górę. Teściowie powracają na wesele, które okazuje się dziwnym połączeniem kulturalnego obiadu z tradycyjnym weselem. |                  |                  |                 |                 |                      |                      |                     |
| 9 (9) | Andrzej Kostenko | Andrzej Kostenko | Jarosław Sokół  | Jarosław Sokół  | 26 kwietnia 2007     | 26 kwietnia 2007     | 2 267 954           |
| Mirek i Patrycja wyjeżdżają w podróż poślubną do eleganckiego hotelu. Rodzice dziewczyny, którzy opłacili im tę wycieczkę, uznają, że mają prawo towarzyszyć młodym jako obserwatorzy. Dowiaduje się o tym matka Mirka. Zdenerwowana, zaciąga szybko pożyczkę i również zjawia się w hotelu. Gdy młodzi małżonkowie orientują się w sytuacji, postanawiają ewakuować się po cichu i wyjechać jak najdalej od rodziców obojga stron. |                  |                  |                 |                 |                      |                      |                     |
| 10 (10) | Andrzej Kostenko | Andrzej Kostenko | Jarosław Sokół  | Jarosław Sokół  | 3 maja 2007          | 3 maja 2007          | 1 739 972           |
| Strony ustalają, że młodzi po ślubie zamieszkają u Sroków. Rodzice Patrycji postanawiają zaadaptować do potrzeb Patrycji i Mirka piętro swojej willi. Niestety, okazuje się, że na rynku brak fachowców budowlanych, ponieważ większość wyjechała do pracy za granicę. Zwłoka jest na rękę teściom Mirka, którym wcale nie śpieszy się do przyjęcia zięcia pod swój dach. Z pomocą Kani Mirek znajduje egzotyczną ekipę budowlaną i przyśpiesza przeprowadzkę, poważnie narażając się tym teściom i swojej matce, Halinie. |                  |                  |                 |                 |                      |                      |                     |
| 11 (11) | Andrzej Kostenko | Andrzej Kostenko | Jarosław Sokół  | Jarosław Sokół  | 10 maja 2007         | 10 maja 2007         | 1 801 921           |
| W trosce o rozwój duchowy młodych Aleksandra zarządza wspólne wyjście do teatru. Halina, matka Mirka, która jest zazdrosna o czas syna spędzany z teściami, zaprasza ich do kina. Żeby nie urazić żadnej ze stron, młodzi przyjmują oba zaproszenia. Więc wszyscy najpierw idą do teatru, a potem do kina. Uczestnictwo w kulturze przeradza się w pole bitwy między teściami a jej ofiarami są młodzi. |                  |                  |                 |                 |                      |                      |                     |
| 12 (12) | Andrzej Kostenko | Andrzej Kostenko | Jarosław Sokół  | Jarosław Sokół  | 17 maja 2007         | 17 maja 2007         | 1 922 478           |
| Tadeusz wyjeżdża na targi branżowe, a Patrycja na szkolenie weekendowe. Mirek zostaje sam z teściową, Aleksandrą, która postanawia nauczyć zięcia gotować. Lekcje gotowania przynoszą jednak głód i dalsze upokorzenia. Dopiero wybawienie przynosi powrót Patrycji. |                  |                  |                 |                 |                      |                      |                     |
| 13 (13) | Andrzej Kostenko | Andrzej Kostenko | Jarosław Sokół  | Jarosław Sokół  | 24 maja 2007         | 24 maja 2007         | 2 196 169           |
| Tadeusz we wszystkim konkuruje z zięciem. Tym razem wyzywa go na pojedynek na ręce. Mirek stara się na siłowni powiększyć swój prawy biceps, ale ćwiczenia nie wychodzą mu na dobre. Kiedy mówi matce o planowanym starciu, Halina decyduje się wziąć sprawy w swoje ręce. Początkowo wystawia przeciwko Tadeuszowi starszego syna, Ryśka, ale kiedy ten przegrywa, sama pokonuje Tadeusza, przy czym zostaje mu zwichnięta ręka. |                  |                  |                 |                 |                      |                      |                     |
| 14 (14) | Andrzej Kostenko | Andrzej Kostenko | Jarosław Sokół  | Jarosław Sokół  | 31 maja 2007         | 31 maja 2007         | 2 244 744           |
| Mirek zaprasza teściów na obiad do restauracji, Tadeusz i Aleksandra poznają zarobki swojego zięcia. w obawie przed deklasacją córki Tadeusz zatrudnia Mirka w swojej firmie. Wbrew obawom Mirek świetnie adaptuje się w nowym otoczeniu. Zaczyna przypominać swojego teścia, Tadeusza. Przerażona Patrycja przechodzi do kontrataku, rzuca swoją pracę w agencji reklamowej i zatrudnia się w sklepie Haliny jako ekspedientka. Wstrząśnięci rodzice i mąż szybko trzeźwieją, a między nimi znów wyrasta dawny mur, który każe Mirkowi wrócić do byłej pracy. |                  |                  |                 |                 |                      |                      |                     |
| 15 (15) | Andrzej Kostenko | Andrzej Kostenko | Jarosław Sokół  | Jarosław Sokół  | 7 czerwca 2007       | 7 czerwca 2007       | 1 997 684           |
| Rysiek wyjeżdża na targi do Poznania, Halina boi się sama spać w domu. Prosi Mirka, aby u niej zanocował. Aleksandra poddaje go seansom hipnotycznym, nabiera on niespodziewanej asertywności i odmawia opieki nad matką kosztem żony. Tymczasem w mieszkaniu Haliny według niej zaczyna coś straszyć. Aleksandra „oczyszcza” mieszkanie ze złej energii, ale nie na długo to pomaga. Od wspólnych noclegów z przerażoną Haliną wybawia wszystkich wcześniejszy powrót Ryśka. |                  |                  |                 |                 |                      |                      |                     |
| 16 (16) | Andrzej Kostenko | Andrzej Kostenko | Jarosław Sokół  | Jarosław Sokół  | 14 czerwca 2007      | 14 czerwca 2007      | 1 678 193           |
| Drobne nieporozumienie w sprawie lodówki przeradza się w poważny konflikt pomiędzy, Patrycją i Mirkiem, a Tadeuszem i Aleksandrą. Mama Mirka, Halina, zaproponowała Srokom, aby młodzi mieli osobną kuchnię na piętrze. Z powodu braku fachowców, prac budowlanych podejmują się Halina i Rysiek. Podczas remontu dom Sroków zostaje cały zalany wodą. W rezultacie Mirek i Patrycja przeprowadzają się do mamy Mirka. |                  |                  |                 |                 |                      |                      |                     |
| Seria 2 |                  |                  |                 |                 |                      |                      |                     |
| 1 (17) | Adek Drabiński   | Adek Drabiński   | Jarosław Sokół  | Jarosław Sokół  | 1 września 2007      | 1 września 2007      | 1 636 279           |
| Zdruzgotani rodzice Patrycji, jej wyprowadzką do teściowej, zaczynają obsypywać córkę drogimi prezentami. Mirek zostaje odsunięty na margines, zwłaszcza wtedy gdy Tadeusz udostępnia Patrycji swój samochód. Pomiędzy Mirkiem i Patrycją rosną nowe konflikty. Dopiero kradzież samochodu otrzeźwia hojnych rodziców. |                  |                  |                 |                 |                      |                      |                     |
| 2 (18) | Adek Drabiński   | Adek Drabiński   | Jarosław Sokół  | Jarosław Sokół  | 8 września 2007      | 8 września 2007      | 1 775 669           |
| Halina zabiera się za wychowanie swojej synowej. Zleca jej zmywanie, sprzątanie i mycie okien. Patrycja, która jest nieprzyzwyczajona do prac domowych, korzysta z pomocy pani Zdzisi – zawodowej sprzątaczki, wynajętej przez Aleksandrę. Jednak wobec wymagań Haliny nawet zawodowa sprzątaczka jest bezradna. Gdy Patrycja bierze się za mycie okien, mało się nie kończy to dla niej tragicznie. Pod naciskiem Mirka i Sroków Halina zmuszona jest zwolnić synową z wykonywania domowych obowiązków. |                  |                  |                 |                 |                      |                      |                     |
| 3 (19) | Adek Drabiński   | Adek Drabiński   | Jarosław Sokół  | Jarosław Sokół  | 15 września 2007     | 15 września 2007     | 1 962 603           |
| Podczas oglądania wyborów miss, Patrycja zaczęła się niepokoić, że nie podoba się już Mirkowi. Postanawia wziąć udział w konkursie piękności dla matek i córek. Aleksandra zgadza się wziąć udział, i w pierwszym etapie konkursu wypadają najlepiej. Niestety drugi etap dla nich jest straszną klęską, w tym etapie trzeba było zaprezentować swoje rodziny. I po zdobyciu małej ilości głosów obie odpadają. |                  |                  |                 |                 |                      |                      |                     |
| 4 (20) | Adek Drabiński   | Adek Drabiński   | Jarosław Sokół  | Jarosław Sokół  | 22 września 2007     | 22 września 2007     | 1 874 330           |
| Patrycja ma jechać na wyjazd ze swojej firmy. Aleksandra uważa, że to dobry sposób zahartować Mirka, który jest ciągle rozpieszczany przez matkę. Spóźniają się na autokar spod firmy Patrycji. Srokowie i Czajki postanawiają odwieźć młodych na miejsce zbiórki. Gubią się w lesie, dzięki doświadczeniom Mirka z „Samotnej wyspy” znajdują powrotną drogę do domu. |                  |                  |                 |                 |                      |                      |                     |
| 5 (21) | Adek Drabiński   | Adek Drabiński   | Jarosław Sokół  | Jarosław Sokół  | 29 września 2007     | 29 września 2007     | 2 019 582           |
| Patrycja podejrzewa, że jest w ciąży. Z tego powodu między rodzinami jest coraz większa rywalizacja, do której z nich należy nienarodzone dziecko. Mirek zostaje całkowicie pominięty. Patrycja zostaje otoczona opieką, potem okazuje się, że alarm jest fałszywy. |                  |                  |                 |                 |                      |                      |                     |
| 6 (22) | Adek Drabiński   | Adek Drabiński   | Jarosław Sokół  | Jarosław Sokół  | 6 października 2007  | 6 października 2007  | 2 205 825           |
| Halina i Rysiek nakrywają żonę Mirka na spacerze z obcym mężczyzną. Sprawa jest dla nich oczywista: Patrycja zdradza męża. Podsycając jego lęki i wątpliwości, ku zadowoleniu rodziców Patrycji, doprowadzają młode małżeństwo na krawędź rozwodu. W ostatecznej konfrontacji okazuje się jednak, że domniemany kochanek Patrycji jest doradcą kredytowym, który radzi jej, jak rozpocząć wreszcie wspólne życie z ukochanym mężem we własnym mieszkaniu, bez udziału rodziców i teściowej. |                  |                  |                 |                 |                      |                      |                     |
| 7 (23) | Adek Drabiński   | Adek Drabiński   | Jarosław Sokół  | Jarosław Sokół  | 13 października 2007 | 13 października 2007 | 2 423 407           |
| Halina narzeka na swój stan zdrowa, aby zmusić rodzinę do opiekowania się nią. Mirek kosztem czasu dla żony musi opiekować się matką. Patrycja szuka pomocy dla siebie i teściowej i swojej matki, Aleksandra. Ona namawia ją, aby przyszła do jej gabinetu, podczas zabiegu energetycznego zamieniają się osobowościami. Dopiero Rysiek pomaga wrócić matce do dawnej osobowości, deklaracją o ślubie. |                  |                  |                 |                 |                      |                      |                     |
| 8 (24) | Adek Drabiński   | Adek Drabiński   | Jarosław Sokół  | Jarosław Sokół  | 20 października 2007 | 20 października 2007 | 1 511 191           |
| Patrycja z oporami przyjmuje niespodziewany awans w agencji reklamowej. Tymczasem na Mirka zwraca uwagę konkurencyjna firma. Zostaje twarzą jej najnowszej kampanii. Małżonkowie zaczynają ze sobą rywalizować. Ich rodziny podsycają jeszcze i tak napiętą sytuację. Praca zabiera Patrycji i Mirkowi czas, który do tej pory poświęcali sobie. Postanawiają się zbuntować i rezygnują z doskonale rozwijających się karier. Decyzja ta nie podoba się rodzicom. |                  |                  |                 |                 |                      |                      |                     |
| 9 (25) | Adek Drabiński   | Adek Drabiński   | Jarosław Sokół  | Jarosław Sokół  | 27 października 2007 | 27 października 2007 | 1 975 874           |
| Podczas śniadania w domu Haliny Patrycja nie chce zjeść białego pieczywa. Obawia się, że przytyje. Teściowa odbiera jej uwagę bardzo osobiście i zaczyna krytykować szczupłą sylwetkę Patrycji. Dziewczyna postanawia jak najszybciej przybrać na wadze. Halina jest zachwycona. Patrycja próbuje też namówić Aleksandrę do tego by trochę przytyła. Zyta proponuje Patrycji by kupiła szwedzki syrop na przytycie. Jednak po jego wypiciu Patrycja w ogóle nie tyje. W tym czasie Tadeusz ma kaszel i wypija ten syrop myśląc, że to syrop na kaszel. Skutek jest katastroficzny. |                  |                  |                 |                 |                      |                      |                     |
| 10 (26) | Adek Drabiński   | Adek Drabiński   | Jarosław Sokół  | Jarosław Sokół  | 3 listopada 2007     | 3 listopada 2007     | 1 849 589           |
| Rodziny Sroków i Czajków mają rywalizować ze sobą w rodzinnym teleturnieju. Pojedynek ten ma mieć charakter intelektualny. Aleksandra i Tadeusz przekonują do udziału w zabawie Halinę. Chcą, by rodzina zięcia skompromitowała się podczas nagrania. Wierzą, że wówczas Patrycja zrozumie, że wyszła za mąż za nieodpowiedniego mężczyznę. Rozpoczynają się przygotowania do teleturnieju. Między rodzinami wybuchają kłótnie. W efekcie Patrycja przeprowadza się do rodziców. W wyznaczonym dniu wszyscy stawiają się w studiu telewizyjnym. Gdy prezenter pyta rodziny o ich wrażenia z pierwszego spotkania, dochodzi do gigantycznej awantury i bijatyki. |                  |                  |                 |                 |                      |                      |                     |
| 11 (27) | Adek Drabiński   | Adek Drabiński   | Jarosław Sokół  | Jarosław Sokół  | 10 listopada 2007    | 10 listopada 2007    | 2 093 583           |
| Kania przypadkowo oblewa wrzątkiem genitalia Mirka. Chłopak musi na jakiś czas wstrzymać się od wypełniania małżeńskich obowiązków. Wstydzi się powiedzieć, co się stało. Patrycja zwierza się matce w tajemnicy, mówiąc, że mąż unika intymnych kontaktów. Wkrótce w rodzinie zaczynają rozprzestrzeniać się dziwne plotki, głoszące, że Mirek jest impotentem. Wszyscy opowiadają o kryzysie w ich małżeństwie. Najbardziej śmiałą hipotezę rozgłasza Aleksandra. Twierdzi, że zięć jest gejem, a jego prawdziwą miłością jest jego starszy kolega z pracy. |                  |                  |                 |                 |                      |                      |                     |
| 12 (28) | Adek Drabiński   | Adek Drabiński   | Jarosław Sokół  | Jarosław Sokół  | 17 listopada 2007    | 17 listopada 2007    | 2 071 860           |
| Halina za namową Czerwińskiej postanawia iść na pielgrzymkę do Częstochowy, w intencji rozpadu małżeństwa Mirka. Na pielgrzymkę postanawia iść też Zyta, koleżanka Patrycji z pracy, widząc w tym jedyną nadzieję na schudnięcie. Rysiek postanawia też iść, jak widzi, że wybiera się Zyta. Mirek i Patrycja nie mają wyboru – też idą na pielgrzymkę, w intencji utrwalenia ich związku. Gdy słyszą to Srokowie postanawiają jechać za pielgrzymami autem, aby pomagać córce. Zyta ucieka z powrotem do Warszawy po pierwszej nocy. Wyczerpaną resztę zabierają Srokowie, gdy jedna z klientek sklepu Haliny oferuje im pomoc i bierze ich karteczki z intencjami do Częstochowy.                                                                                  |                  |                  |                 |                 |                      |                      |                     |
| 13 (29) | Adek Drabiński   | Adek Drabiński   | Jarosław Sokół  | Jarosław Sokół  | 24 listopada 2007    | 24 listopada 2007    | 2 101 445           |
| Mirek obchodzi urodziny. Halina i Rysiek jak zwykle kupują mu jako prezent bokserki. W tym dniu Mirek i Patrycja idą na obiad do Sroków. Aleksandra i Tadeusz zapomnieli o urodzinach Mirka i w ostatniej chwili podarowali mu stary breloczek Tadeusza. Aleksandra na obiad podaje sos szwedzki. Gdy Mirek zostaje sam w jadalni breloczek przypadkiem wpada do sosu. Tadeusz połyka sos z breloczkiem. Po połknięciu boli go żołądek i trafia do szpitala. Lekarze dają mu 13 miesięcy życia. Mirek wie, że to przez niego i dlatego jako jedyny w domu interesuje się jego zdrowiem. Tadeusz postanawia, że po jego śmierci jego firmę przejmie Mirek. Wkrótce Tadeusz znów trafia do szpitala i tym razem lekarzom udaje się wyciągnąć breloczek z jego żołądka. |                  |                  |                 |                 |                      |                      |                     |
| 14 (30) | Adek Drabiński   | Adek Drabiński   | Jarosław Sokół  | Jarosław Sokół  | 1 grudnia 2007       | 1 grudnia 2007       | 1 962 891           |
| Pod wpływem literatury Rysiek i Halina postanawiają określić cele życiowe. Wieszają na piecu trzy zdjęcia: telewizora, samochodu i domu. Wkrótce marzenia te zaczynają się spełniać. Telewizor dostają w prezencie od Sroków, którzy kupują sobie nowy. Samochód otrzymują od Mirka, który z kolei przejął z Patrycją poprzedni samochód rodziców. Dostają również na własność dom, ponieważ Patrycja i Mirek przeprowadzają się do segmentu, ofiarowanego im przez rodziców. Opada im entuzjazm na wprowadzenie się do nowego domu gdy dowiadują się, że rodzice Patrycji zamieszkują tuż obok nich. |                  |                  |                 |                 |                      |                      |                     |